# Episodi di Empire (seconda stagione)
La seconda stagione della serie televisiva Empire è stata trasmessa negli Stati Uniti per la prima volta dall'emittente Fox in due parti; la prima parte è andata in onda dal 23 settembre al 2 dicembre 2015, mentre la seconda parte dal 30 marzo al 18 maggio 2016.
In Italia, la stagione è andata in onda in prima visione satellitare su Fox Life, canale a pagamento della piattaforma Sky, dal 28 ottobre 2015 al 5 luglio 2016.
| nº            | Titolo originale             | Titolo italiano                  | Prima TV USA      | Prima TV Italia  |
| Prima parte   | Prima parte                  | Prima parte                      | Prima parte       | Prima parte      |
| ------------- | ---------------------------- | -------------------------------- | ----------------- | ---------------- |
| 1             | The Devils Are Here          | I demoni sono qui                | 23 settembre 2015 | 28 ottobre 2015  |
| 2             | Without a Country            | Giochi di potere                 | 30 settembre 2015 | 4 novembre 2015  |
| 3             | Fires of Heaven              | A qualsiasi costo                | 7 ottobre 2015    | 11 novembre 2015 |
| 4             | Poor Yorick                  | Povero Yorick                    | 14 ottobre 2015   | 18 novembre 2015 |
| 5             | Be True                      | Essere autentici                 | 21 ottobre 2015   | 25 novembre 2015 |
| 6             | A High Hope for a Low Heaven | Il predicatore                   | 4 novembre 2015   | 2 dicembre 2015  |
| 7             | True Love Never              | La fusione                       | 11 novembre 2015  | 9 dicembre 2015  |
| 8             | My Bad Parts                 | I miei lati peggiori             | 18 novembre 2015  | 16 dicembre 2015 |
| 9             | Sinned Against               | Ho peccato                       | 25 novembre 2015  | 23 dicembre 2015 |
| 10            | Et Tu, Brute?                | Un cuore spezzato                | 2 dicembre 2015   | 30 dicembre 2015 |
| Seconda parte |                              |                                  |                   |                  |
| 11            | Death Will Have His Day      | La morte arriverà                | 30 marzo 2016     | 17 maggio 2016   |
| 12            | A Rose by Any Other Name     | Quello che noi chiamiamo rosa... | 6 aprile 2016     | 24 maggio 2016   |
| 13            | The Tameness of a Wolf       | La remissività di un lupo        | 13 aprile 2016    | 31 maggio 2016   |
| 14            | Time Shall Unfold            | Il tempo rivelerà ogni cosa      | 20 aprile 2016    | 7 giugno 2016    |
| 15            | More Than Kin                | Che vinca il migliore!           | 27 aprile 2016    | 14 giugno 2016   |
| 16            | The Lyon Who Cried Wolf      | La famiglia                      | 4 maggio 2016     | 21 giugno 2016   |
| 17            | Rise by Sin                  | Boom! Boom! Boom!                | 11 maggio 2016    | 28 giugno 2016   |
| 18            | Past Is Prologue             | L'erede al trono                 | 18 maggio 2016    | 5 luglio 2016    |

## I demoni sono qui
- Titolo originale: The Devils Are Here
- Diretto da: Lee Daniels
- Scritto da: Danny Strong e Ilene Chaiken

### Trama
Tre mesi dopo l'arresto e la carcerazione di Lucious, Cookie organizza un concerto in suo supporto chiamato #FreeLucious, mentre collabora con Andre, Hakeem e Anika affinché riescano ad ottenere Mimi Whiteman come investitrice per finalizzare la scalata ostile all'Empire. Anche se bloccato in prigione, Lucious si occupa della società grazie all'aiuto di Jamal, il quale si sta riavvicinando all'ex fidanzato Michael. Frank Gathers minaccia Cookie avendo scoperto che lei in passato gli testimoniò contro, ma Lucious corrompe le sue guardie e lo fa uccidere. Il progetto della scalata ostile fallisce quando Cookie, Andre, Hakeem e Anika scoprono che in realtà Mimi stava lavorando con Lucious; questa situazione causa la separazione definitiva di Jamal dai suoi familiari che avevano tentato di tradirlo.
- Special guest star: Chris Rock (Frank Gathers), Marisa Tomei (Mimi Whiteman)
- Guest star: Rafael de la Fuente (Michael Sanchez), Tasha Smith (Carol Hardaway), Tyra Ferrell (Roxanne Ford), Bre-Z (Freda Gatz), DeRay Davis (Jermel), Max Beesley (Guy)
- Ascolti USA: telespettatori 16 180 000[3]

## Giochi di potere
- Titolo originale: Without a Country
- Diretto da: Dee Rees
- Scritto da: Carlito Rodriguez

### Trama
Dopo che Jamal esclude Cookie, Andre, Hakeem ed Anika dall'Empire, questi decidono di avviare una propria etichetta discografica, la Lyon Dynasty. A causa di alcuni disaccordi su come condurre la nuova società, Cookie esclude Anika. Hakeem intanto decide di rilasciare il suo nuovo album online, piuttosto che lasciarlo nelle mani dell'Empire, e afferma anche durante un'intervista di voler lanciare un gruppo femminile per la Lyon Dynasty per dimostrare di essere molto più che un artista. Diventa sentimentalmente coinvolto con la leader del gruppo, Valentina. Mentre Rhonda chiede a Jamal di permettere ad Andre di tornare all'Empire, Lucious si trova in conflitto con l'agente McKnight, ma il suo nuovo avvocato, Thirsty Rawlings, lo aiuta a registrare di nascosto un brano in carcere, e vince anche il processo per la cauzione di Lucious contro Roxanne Ford, permettendo così all'uomo di tornare libero.
- Guest star: Rafael de la Fuente (Michael Sanchez), Chris Bridges (agente McKnight), Andre Royo (Thirsty Rawlings), Tyra Ferrell (Roxanne Ford), Kelly Rowland (Leah Walker), Becky G (Valentina Galindo), Max Beesley (Guy)
- Ascolti USA: telespettatori 13 740 000[4]

## A qualsiasi costo
- Titolo originale: Fires of Heaven
- Diretto da: Craig Brewer
- Scritto da: Attica Locke

### Trama
Con grande costernazione da parte di Roxanne Ford, Lucious è libero su cauzione ma non gli è permesso di rientrare nell'edificio dell'Empire. Intanto egli cerca di riunire la sua famiglia durante una cena, affermando di poter dimenticare tutto ciò che è accaduto prima se solo Cookie e i suoi figli abbandonano il loro progetto; l'accordo però non viene accettato da Cookie. Lucious prova anche ad allearsi con Anika, la quale però, volendosi vendicare di lui, si allea con Cookie e la aiuta a sabotare una festa organizzata dall'Empire in onore del ritorno di Lucious. Qui viene presentata una performance di Hakeem, che riscuote molto successo. Intanto il ragazzo si impegna a produrre il gruppo Mirage à Trois, nonostante tra le ragazze nascano situazioni di conflitto, che verranno stroncate da Cookie, la quale le fa mette in riga e le prepara per la loro esibizione. Lucious vuole far firmare all'Empire Freda, figlia di Frank Gathers, affinché la faccia uscire dal ghetto, non riuscendoci però. Andre rivela ai suoi genitori che Rhonda è incinta, ma Lucious non lo riaccetta comunque all'Empire. Tramite dei flahsback in cui Lucious era bambino, si rivede che anche sua madre era bipolare così come Andre, infatti accetta con fatica la malattia del figlio. Nel frattempo, l'uomo acquista la Apex Radio per sabotare il progetto del gruppo di Hakeem dopo aver fatto firmare Valentina per l'Empire
- Special guest star: Timbaland (sé stesso)
- Guest star: Andre Royo (Thirsty Rawlings), Tyra Ferrell (Roxanne Ford), Kelly Rowland (Leah Walker), Becky G (Valentina Galindo), Yani Marin (Carmen), Raquel Castro (Marisol), Sway Calloway (sé stesso), Pitbull (sé stesso), Bre-Z (Freda Gatz)
- Ascolti USA: telespettatori 13 100 000[5]

## Povero Yorick
- Titolo originale: Poor Yorick
- Diretto da: Danny Strong
- Scritto da: Danny Strong

### Trama
Sotto la guida di Roxanne, l'FBI fa un blitz all'Empire, a casa di Lucious e alla Lyon Dynasty. Thirsty vuole che tutti stiano insieme finché il corpo di Vernon non si trova, mentre Lucious e Mimi pretendono che l'intera famiglia li aiuti a produrre un video estratto dall'album di Hakeem con quest'ultimo e Jamal come protagonisti, anche se fra i due avviene un litigio. Andre vuole ancora tornare all'Empire offrendo al padre di risolvere la situazione. Lucious e Thirsty beccano Andre e Rhonda mentre scavano per ritrovare il corpo di Vernon, e Lucious, avendo capito quanto Andre ci tenesse a lui, lo riammette all'Empire e li aiuta a scavare. Intanto Cookie viene arrestata da Roxanne e sfrutta la situazione per ostacolare l'affare tra Lucious e la Apex Radio. Anika lavora per il suo rientro alla Dynasty ma Cookie la respinge.
- Special guest star: Marisa Tomei (Mimi Whiteman)
- Guest star: Rafael de la Fuente (Michael Sanchez), Andre Royo (Thirsty Rawlings), Tyra Ferrell (Roxanne Ford), Kelly Rowland (Leah Walker), Jamila Velazquez (Laura Calleros), Adam Busch (Chase One)
- Ascolti USA: telespettatori 12 220 000[6]

## Essere autentici
- Titolo originale: Be True
- Diretto da: Kevin Bray
- Scritto da: Wendy Calhoun, Janeika James e Jasheika James

### Trama
Appena Vernon viene trovato morto, tutte le cose contro Lucious vengono eliminate e lui può tornare all'Empire. Fa di Andre presidente dell'etichetta Gutter Life Records, e fa firmare Freda per questa. Alla Dynasty, Cookie ha in programma un concerto con Laz, mentre Hakeem sceglie come nuova cantante principale Laura. Inoltre, Tiana viene derubata da due ragazze facenti parte di una gang che vuole estorcere del denaro alla Dynasty. Sotto comando do Lucious, Thirsty assume qualcuno per rubare i master registrati da Cookie ma questa li blocca. Jamal sta lavorando con Ne-Yo per il suo album e programma un tour con lui. Il pittore incaricato da Jamal si mette tra lui e Michael, invece Andre, in vista del suo battesimo, confessa ai suoi familiari il male che ha recato in passato, ottenendo il loro perdono. Infine, Hakeem viene rapito.
- Guest star: Adam Rodríguez (Laz Delgado), Ne-Yo (sé stesso), Andre Royo (Thirsty Rawlings), Rafael de la Fuente (Michael Sanchez), Kelly Rowland (Leah Walker), Bre-Z (Freda Gatz), Adam Busch (Chase One), Jamila Velazquez (Laura Calleros), Yani Marin (Carmen), Raquel Castro (Marisol), Charles Malik Whitfield (Reverendo L.C. Pryce)
- Ascolti USA: telespettatori 12 280 000[7]

## Il predicatore
- Titolo originale: A High Hope for a Low Heaven
- Diretto da: Mario Van Peebles
- Scritto da: Robert Munic

### Trama
Dopo che il riscatto è avvenuto, Hakeem scappa tra le braccia di Anika. Mentre prova con il Mirage à Trois la canzone, si trova in difficoltà poiché traumatizzato dai sintomi della concussione. Più tardi, mentre Cookie stava per assumere i suoi rapitori affinché si occupassero della sicurezza della Lyon Dynasty, Hakeem punta loro una pistola, ma sua madre salva la situazione. Jamal intanto chiede l'aiuto di Jamieson per evitare di essere immerso nel mercato musicale soltanto come artista gay. Andre intanto cerca di promuovere Christian, nuovo amore di Becky, ma in contrapposizione Lucious favorisce Freda, anche se dopo perde le staffe e e attacca fisicamente un disturbatore tra la folla. Hakeem, nonostante qualche esitazione, riesce ad esibirsi alla Big Apple Jam con le Mirage à Trois grazie all'aiuto di Laura. Cookie e Laz finalmente fanno l'amore, ma si scopre che quest'ultimo faccia parte dell'organizzazione che aveva rapito Hakeem.
- Special guest star: William Fichtner (Jamieson Hinthrop)
- Guest star: Adam Rodríguez (Laz Delgado), Bre-Z (Freda Gatz), Jamila Velazquez (Laura Calleros), Yani Marin (Carmen), Raquel Castro (Marisol), Mo McRae (J Poppa)
- Ascolti USA: telespettatori 11 680 000[8]

## La fusione
- Titolo originale: True Love Never
- Diretto da: Sylvain White
- Scritto da: Ingrid Escajeda

### Trama
Laz convince Cookie ad assumere Big Heavy per la sicurezza del suo imminente Cookie's Cookout Jam. Sir Huey invita Jamal per una delle popolari sessioni presso il suo salotto, ma rifiuta la presenza di Freda. Ad Andre viene ordinato di far cancellare un'ingiunzione contro Freda così ricatta il vice-sindaco Alvarez. Lucious e Mimi vogliono fondere l'Empire con la società di steaming Swiftstream di Jago. Cookie vuole che Hakeem rimuova Laura come leader dei Mirage à Trois, ma egli continua a lavorare sull presenza nel palco scenico della ragazza. Infine, Lucious trova l'ispirazione, da un ricordo della sua terribile infanzia, per la sua canzone con Freda.
- Special guest star: Marisa Tomei (Mimi Whiteman)
- Guest star: Adam Rodríguez (Laz Delgado), Clarence Williams III (Huey Jarvis), Kelly Rowland (Leah Walker), Bre-Z (Freda Gatz), Jamila Velazquez (Laura Calleros), Yani Marin (Carmen, Raquel Castro (Marisol), Charles Malik Whitfield (Reverendo L.C. Pryce)
- Ascolti USA: telespettatori 11 200 000[9]

## I miei lati peggiori
- Titolo originale: My Bad Parts
- Diretto da: Sanaa Hamri
- Scritto da: Malcolm Spellman

### Trama
Jago aumenta il suo prezzo per Swiftstream e Mimi insiste su Lucious, convincendolo, per finalizzare l'accordo nonostante Andre e Thirsty non siano d'accordo. Anika considera di suicidarsi, ma scopre di essere incinta di Hakeem. Quando lui le dice che è innamorato di Laura, Anika non gli rivela nulla e, travestendosi da autista, è intenta a scoprire più informazioni sulla ragazza. Jamal sta lavorando su una canzone, facendosi aiutare da entrambi i genitori a loro insaputa. Freda, dopo aver insultato Hakeem, riceve l'invito ad una sfida rap da parte di quest'ultimo. Infine, Candace, la sorella di Cookie, la raggiunge improvvisamente affermando di sapere che la loro altra sorella, Carol, è in pericolo, così le due si recano a Filadelfia.
- Special guest star: Marisa Tomei (Mimi Whiteman)
- Guest star: Adam Rodríguez (Laz Delgado), Andre Royo (Thirsty Rawlings), Vivica A. Fox (Candace Halloway), Bre-Z (Freda Gatz), Jamila Velazquez (Laura Calleros), Funkmaster Flex (sé stesso)
- Ascolti USA: telespettatori 11 340 000[10]

## Ho peccato
- Titolo originale: Sinned Against
- Diretto da: Paul McCrane
- Scritto da: Eric Haywood

### Trama
Cookie con la sorella Candace decide di collaborare con una vecchia compagna di prigione, Pepper, per salvare l'altra sorella che si rivela avere problemi d'alcolismo; Hakeem invece, insieme a Laz, si occupa del concerto organizzato da Cookie il quale, avendo fatto sold out, necessita di una seconda data. 
Mentre Jamal collabora con Skye Summers per creare una nuova canzone, Lucious, sotto consiglio di Andre, tenta di far firmare a Cookie la rinuncia dei suoi diritti sulle prime canzoni in modo da velocizzare la trattativa con la Swiftstream; prova un'altra volta inutilmente a far tornare Hakeem all'Empire e scopre anche che Laz fa parte dei Bull Boys quando stava cercando di cambiare la sede del concerto dopo aver litigato con questi.
- Special guest star: Alicia Keys (Skye Summers)
- Guest star: Adam Rodríguez (Laz Delgado), Vivica A. Fox (Candace Holloway), Tasha Smith (Carol Holloway), Rosie O'Donnell (Pepper O'Leary), Jamila Velazquez (Laura Calleros), Lee Daniels (sé stesso)
- Ascolti USA: telespettatori 9 210 000[11]

## Un cuore spezzato
- Titolo originale: Et Tu, Brute?
- Diretto da: Sanaa Hamri
- Scritto da: Radha Blank

### Trama
Le nomination per gli American Sound Awards vengono annunciate. Lucious è felice di vedere Jamal innamorato di Skye, anche se il ragazzo gli conferma di essere ancora gay. Nel frattempo, Cookie visita la prigione dove era stata rinchiusa e lì organizza un concerto di beneficenza, venendo inoltre a sapere che la sua vecchia compagna di cella Jezzy è stata condannata all'ergastolo. Quando Lucious annuncia il suo nuovo servizio di streaming, Mimi presenta sua moglie, Camilla, la quale racconta ad Hakeem il motivo della sua improvvisa scomparsa e di voler tornare insieme al ragazzo in modo collaborare nel mantenere il controllo dell'Empire. Mimi incastra Lucious tramite una registrazione e convoca una seduta di voto straordinaria per rimuovere quest'ultimo dalla carica di presidente amministrativo dell'Empire e, con il voto a favore di Hakeem, ciò accade e Mimi nomina Camilla come presidente provvisorio del consiglio d'amministrazione mentre lei sarà fuori sede per il trattamento. Infine, mentre Jamal e Lucious ottengono entrambi la nomination nella categoria "canzone dell'anno", Rhonda viene spinta giù dalle scale di casa sua da una donna di cui però non si vede il volto.
- Special guest star: Alicia Keys (Skye Summers), Marisa Tomei (Mimi Whiteman), Naomi Campbell (Camilla Marks)
- Guest star: Andre Royo (Thirsty Rawlings), Jamila Velazquez (Laura Calleros), Charlamagne Tha God (sé stesso), Da Brat (Jezzy), Jason Derulo (sé stesso), Nicole Richie (sé stessa), Joel Madden (sé stesso)
- Ascolti USA: telespettatori 11 810 000[12]

## La morte arriverà
- Titolo originale: Death Will Have His Day
- Diretto da: Danny Strong
- Scritto da: Danny Strong

### Trama
Dopo il voto di acquisizione, Lucious, Thirsty e Andre si recano presso l'ufficio dell'Empire per discutere sulla loro prossima mossa, mentre al contempo Cookie affronta Hakeem nonostante provi sofferenza nel dover fare ciò: chiede al figlio di ritirare il suo voto ma, avendo questo rifiutato, presa dall'ira lo picchia in malo modo. Rhonda, sconvolta per la caduta e giacente in una pozza di sangue, prega Dio per salvare il suo bambino e getta il suo cellulare contro il portone della casa, facendo scattare quindi l'allarme in modo da avvertire la polizia. Ora in carica, Camilla raggiunge Lucious accompagnata dalla polizia e mentre i due stanno per discutere, vengono interrotti a causa delle notizie riguardanti la salute di Rhonda. La famiglia perciò si precipita in ospedale per stringersi attorno alla donna che ha appena perso il bambino. Intanto Cookie e Lucious collaborano per spodestare Camilla dall'interno così Cookie riesce a convincere Hakeem a permetterle di fondere l'Empire con la Lyon Dynasty e di lavorare nella società in modo che al ragazzo venga concesso di gestire anche Jamal dato che il suo imminente album sarebbe dovuto esser pubblicato con entrambe le etichette. Lucious, tramite i suoi amici ex-carcerati, minaccia i membri del consiglio affinché ritirino le loro offerte per candidarsi come amministratori delegati, dunque Hakeem ha strada libera e si propone per quel ruolo. Jamieson visita Jamal, esprimendogli la sua infelicità per la presunta relazione del ragazzo con Skye e pertanto decide di abbandonare il progetto che voleva realizzare con lui. Mentre Lucious torna a lavorare sulla sua musica presso gli uffici della Lyon Dynasty, Hakeem decide di impegnarsi a fondo nella relazione con Laurel e lei, essendo profondamente innamorata del ragazzo, gli dà la sua verginità. Infine Lucious invita Hakeem a raggiungerlo presso lo stesso luogo in cui uccise Bunkie e qui gli cede una pistola dandogli la possibilità di sparargli prima che lo faccia lui, ma Hakeem si rifiuta e andandosene il padre gli giura di vendicarsi per il suo infido gesto.
- Special guest star: William Fichtner (Jamieson Hinthrop), Naomi Campbell (Camilla Marks)
- Guest star: Andre Royo (Thirsty Rawlings), Jamila Velazquez (Laura Calleros), Yani Marin (Carmen), Raquel Castro (Marisol), Max Beesley (Guy)
- Ascolti USA: telespettatori 12 460 000[13]

## Quello che noi chiamiamo rosa...
- Titolo originale: A Rose by Any Other Name
- Diretto da: Michael Engler
- Scritto da: Ilene Chaiken

### Trama
Jamal, che si ritrova a dover fronteggiare la disapprovazione dei suoi fan omosessuali dopo la notizia della presunta relazione del cantante con Skye Summers, si confronta con Jamieson al riguardo e giunge a scoprire che è stato Lucious ad informare Jamieson solo per tentare di sabotare la sua candidatura nella stessa categoria agli ASA, così il figlio decide di vendicarsi producendo una canzone nella quale accusa il padre di non essere autentico tanto che si viene a sapere che Lucious non è nemmeno il suo vero nome. Camilla, dopo aver discusso con Hakeem a riguardo dell'eredità della società che incasserà dopo la morte di Mimi, decide di mettere i bastoni fra le ruote alla famiglia Lyon: blocca le spese del video che Lucious sta progettando e anche quelle del tour programmato da Cookie per Tiana, così per far sì che quest'ultima non se ne vada, Cookie inserisce le Mirage a Trois come artiste d'apertura e Camilla vede la situazione come un'opportunità per sbarazzarsi di Laura e accetta. Rhonda si fa assumere nella casa di moda gestita da Camilla e al contempo si reca presso il Reverendo Pryce insieme ad Andre per discutere della loro perdita e Andre, soggetto a forti paranoie, la accusa di tradimento. I Lyon progettano di convincere Hakeem a registrare il momento in cui Camilla confessa di aver ottenuto l'Empire con Mimi in maniera illegale e quest'ultimo accetta anzi spedisce a Mimi un video in cui fa l'amore con Camilla che afferma anche di aver sposato Mimi solo per avvicinarsi ad Hakeem; pertanto quando Mimi viene a saperlo, decide di abbandonare l'Empire e allora Camilla la uccide avvelenandola e tenta di sabotare le prove ma viene sorpresa da Lucious che filma l'accaduto e minacciandola del suo futuro e deprimente destino in carcere, convince a suicidarsi a sua volta assumendo lo stesso veleno davanti ai suoi occhi.
- Special guest star: William Fichtner (Jamieson Hinthrop), Naomi Campbell (Camilla Marks)
- Guest star: Andre Royo (Thirsty Rawlings), Jamila Velazquez (Laura Calleros), Bre-Z (Freda Gatz), Tasha Smith (Carol Holloway), Charles Malik Whitfield (Reverendo L.C. Pryce), Annie Ilonzeh (Harper Scott)
- Ascolti USA: telespettatori 11 340 000[14]

## La remissività di un lupo
- Titolo originale: The Tameness of a Wolf
- Diretto da: Paris Barclay
- Scritto da: Attica Locke

### Trama
La società organizza una veglia funebre per ricordare Camilla e Hakeem vi annuncia che Rhonda, nuovo direttore creativi, avrebbe proseguito il suo progetto, cioè di creare la linea d'abbigliamento "Antonio e Cleopatra". Cookie e Lucious lavorano assiduamente al video musicale del recente brano di successo dell'uomo, il quale vuole ricreare la sua situazione familiare infantile caratterizzata dagli abusi da parte della madre e il suo seguente suicidio che hanno influenzato l'incisione del pezzo. Intanto Andre si confronta con sua moglie scusandosi per averla accusata di tradimento e la rassicura promettendole di prendere i farmaci per curare la sua malattia. La sera del compleanno di Cookie però, dopo aver ricevuto tutta la famiglia a casa a sorpresa, la donna presenta il video prodotto da lei e Lucious per la sua ultima canzone e da esso si viene a scoprire che la mamma di Lucious fosse bipolare e Andre per questo se la prende con il padre per non averglielo mai detto e la situazione degenera fino a che avviene un litigio pesante tra padre e figlio. Nel frattempo, fra Laura e Tiana avviene uno scontro, in quanto le Mirage à Trois durante il tour della cantante invadono troppo spazio e a questo proposito Hakeem deve intervenire per ristabilire la situazione. Vedendo la forte unità della famiglia di Laura venuta a supportarla durante uno degli show, Hakeem si sente a proprio agio e, sempre più innamorato di lei, le chiede di sposarlo davanti ad alcuni fan in attesa del concerto. Intanto Jamal si reca presso il quartiere in cui vive Freda perché la vuole come featuring in un suo pezzo del tutto personale. Questa, inizialmente esitante, in seguito accetta anche perché è stata esclusa dal progetto del video musicale di Lucious e dai suoi versi emerge il nome di suo padre Frank Gathers e quindi ne rivela la parentela davanti a Cookie, la quale preoccupata scappa via dallo studio di registrazione.
- Guest star: Jamila Velazquez (Laura Calleros), Bre-Z (Freda Gatz), Annie Ilonzeh (Harper Scott), Justine Vasquez (Pilar), Frances Duenãs
- Ascolti USA: telespettatori 10 110 000[15]

## Il tempo rivelerà ogni cosa
- Titolo originale: Time Shall Unfold
- Diretto da: Cherien Dabis
- Scritto da: Ayanna Floyd Davis

### Trama
Thirsty si reca a St. Louis e vi incontra Lola, la presunta figlia di Jamal, strappandole una ciocca di capelli da utilizzare per un test del DNA, dal quale emerge poi che né Jamal né Lucious possono essere suoi padri. Intanto Andre perde la sua fede e allo stesso tempo riaccende il suo rapporto con Rhonda e quando le chiede di ricordargli il momento in cui erano davvero felici insieme, lei afferma che è stato il tempo in cui complottavano per ottenere l'Empire; pertanto Andre, dopo essersi alleato con Lucious il quale ripone nuovamente fiducia in lui, decide di tornare alla sua strategia iniziale per far fuori i suoi fratelli in modo che possa essere il prossimo in linea per avere il titolo di amministratore della società.
 
Anika dice a Rhonda ed Andre che lei è incinta di Hakeem e questi la convincono a rivelare la questione alla famiglia Lyon, la quale ovviamente non la prende bene. Lucious in particolare le offre 10 milioni di dollari in cambio del suo bambino, divenuto ormai il potenziale erede. Ma lei si rifiuta e aggiunge di poter divulgare segreti di lui che ha acquisito durante i loro 5 anni insieme all'FBI, così Lucious la minaccia, dicendole che molte donne non sopravvivono al parto. Successivamente Lucious decide di sabotare la riunione degli azionisti presieduta da Hakeem al fine di mostrare al mondo che il figlio non sarebbe capace di amministrare al meglio l'etichetta e, riuscendoci, il consiglio decide di scacciare Hakeem dalla carica. Cookie ha paura che Freda potrebbe causare ritorsioni contro uno dei suoi figli, se scoprisse la verità su quello che è successo a suo padre; dunque tenta di allontanarla da Jamal sostituendola con una rapper di livello superiore pronta a lavorare nel progetto del figlio, ma nella nuova collaborazione Jamal non si trova a suo agio perciò cerca di convincere Freda a tornare a lavorare con lui. Alla fine dell'episodio si scopre anche che Leah Walker, madre di Lucious fino ad allora considerata deceduta, è in realtà viva (probabilmente sottoposta ad anestesia) e ricoverata presso una casa di cura in cui Thirsty va a consegnare una busta.
- Guest star: Andre Royo (Thirsty Rawlings), Jamila Velazquez (Laura Calleros), Bre-Z (Freda Gatz), Leslie Uggams (Leah Walker)
- Ascolti USA: telespettatori 9 560 000[16]

## Che vinca il migliore!
- Titolo originale: More Than Kin
- Diretto da: Sanaa Hamri
- Scritto da: Malcolm Spellman

### Trama
Hakeem, distrutto per l'esclusione dalla carica di CEO della società e della notizia di aspettare un figlio di Anika, si rifugia presso uno strip club rifiutandosi di avere contatti con Laura la quale decide dunque di raggiungerlo grazie a un'app che permette di localizzarlo e lì il giovane gli rivela con molta impertinenza la notizia riguardante il figlio che aspetta da Anika e la ragazza, adirata, gli tira uno schiaffo e se ne va. Continuano nel frattempo gli scontri fra Lucious e Jamal riguardo alla loro contemporanea candidatura agli ASA: Jamal è stufo di questa situazione e, dopo aver incontrato casualmente il suo ex Michael, decide di recarsi presso un bar indie e di optare a rintanarsi verso le sue origini artistiche e qui tiene una sorta di concerto gratuito a cui assistono diverse centinaia di persone e Freda inclusa. Andre progetta di gestire una raccolta fondi riguardante le persone affette da disturbo bipolare pertanto vuole rivelare al mondo di esserne affetto, evento che avverrà durante la serata dedicata alla scelta del nuovo amministratore delegato della società. Hakeem incontra Anika e gli dispone il suo completo appoggio in quanto vuole essere un buon padre e, dopo aver scoperto che Lucious l'ha minacciata di morte al termine del parto, il ragazzo sistema la situazione ottenendo la benedizione del padre. Cookie va a fare visita ad Anika ma, entrata in casa, la ritrova circondata di infermieri e su una barella poiché ha avuto un attacco di panico. Portata in ospedale, Hakeem e i suoi genitori si recano sul posto e qui padre e figlio sembrano aver trovato una tregua tant'è che Lucious chiama Laura e la convince a perdonare il giovane figlio salvando così il loro rapporto e dunque anche il futuro matrimonio che li aspetta. Harper, la giornalista con cui Lucious sta lavorando, indispettita poiché l'uomo non la preferisca rispetto a Cookie, consegna ad Andre le foto che ritraggono Leah Walker, sua nonna, ancora viva e quindi il ragazzo le accorre subito. Durante l'evento degli azionisti, Cookie e Lucious, nonostante si ritrovino soli, se la cavano benissimo promettendo un'esibizione riguardante l'intera famiglia agli ASA e il consiglio affida loro una carica amministrativa congiunta.
- Guest star: Andre Royo (Thirsty Rawlings), Jamila Velazquez (Laura Calleros), Bre-Z (Freda Gatz), Annie Ilonzeh (Harper Scott), Rafael de la Fuente (Michael Sanchez), Shanesia Davis (Claire Marie Calhoun)
- Ascolti USA: telespettatori 10 030 000[17]

## La famiglia
- Titolo originale: The Lyon Who Cried Wolf
- Diretto da: Millicent Shelton
- Scritto da: Joshua Allen

### Trama
Andre si reca presso la casa di cura in cui è custodita sua nonna e pertanto decide di portarsela con sé e di presentarla all'intera famiglia, Cookie compresa, generando un prevedibile stupore. Lucious così rivela la verità su come abbia nascosto il suo genitore a Cookie. Intanto l'organizzazione della performance dell'intera famiglia Lyon alla cerimonia degli ASA provoca diversi dissapori fra Lucious e i suoi figli in quanto ognuno di essi vuole poter avere un maggiore spazio esibendo i propri versi. Alla fine Lucious espone alla famiglia un pezzo eseguito da sua madre quando era piccolo sul pianoforte che, essendo particolarmente toccante, convince i figli a incidere dei propri versi da inserire all'intera canzone. Il risultato finale viene esposto in anteprima alla Liviticous e convince il direttore musicale D-Major, il quale si rivela essere il nuovo interesse d'amore di Jamal. L'uomo comunque non vuole rendere nota la sua sessualità, pertanto Jamal decide di mollarlo prima di affezionarsi troppo: alla fine però lo comprende e gli concede un'altra possibilità. Rhonda intanto inizia a credere che la sua caduta dalle scale sia stata frutto di una spinta da parte di Anika in quanto riconosce le sue scarpe dalla suola rossa che lo stesso attentatore indossava il giorno in cui venne gettata giù dalle scale. Candace, la sorella di Cookie, torna in città per annunciare di riportare i figli di Carol al termine delle vacanze dato che essi necessitano di dover stare con la propria madre. Successivamente, Carol e Candace hanno poi un colloquio in cui la prima rivela alla seconda di voler dire a Cookie di esser stata complice degli atti criminali di Lucious durante il periodo di prigionia della sorella; nel frattempo, Thirsty porta Harper Scott in un quartiere malfamato dove viene picchiata a morte da due dei suoi scagnozzi. La situazione fra Lucious e sua madre, inizialmente serena, si complica quando questa decide di andare a vivere presso casa sua e una sera, alle 3 di notte, gli impone di cibarsi di diverse pietanze cucinate appositamente per lui e al contempo gli rivela di essersi pentita a non averlo ucciso quando era ancora un bambino, tenendo in mano un coltello con rabbia.
- Guest star: Andre Royo (Thirsty Rowlings), Vivica A. Fox (Candace Holloway), Tasha Smith (Carol Holloway), Jamila Velazquez (Laura Calleros), Leslie Uggams (Leah Walker), Annie Ilonzeh (Harper Scott), Morocco Omari (Tariq Cousins), Tobias Truvillion (D-Major)
- Ascolti USA: telespettatori 9 390 000[18]

## Boom! Boom! Boom!
- Titolo originale: Rise by Sin
- Diretto da: Paul McCrane
- Scritto da: Ayanna Floyd Davis

### Trama
Hakeem comincia a perdere la sua fede in Laura, dicendole che mentre lei aveva un paio di buone canzoni e ha aperto il tour di Tiana, egli non pensa che possa diventare una star. Rhonda affronta Anika e le chiede se indossava le scarpe Louboutin dalla suola rossa quando è venuta a visitare la stanza del bambino, e chiede se le ha indossate anche quella notte in cui è stata spinta, facendole intendere di essere sospettosa nei suoi confronti. Lea, che è ancora residente a casa di Lucious, è sconvolta dopo aver visto il video musicale di Boom, Boom, Boom, Boom e su come Lucious menta riguardo alla morte di lei. La donna dice Andre che lei vuole partecipare agli ASA per vedere suo figlio e i nipoti esibirsi sul palco per la prima volta in assoluto. Tuttavia, Lucious, manda Thirsty e suoi scagnozzi a bloccare Andre e Lea in una panic room dotata di porte di sicurezza in acciaio. Jamal e Derek si avvicinano in studio di registrazione, ma Lucious li raggiunge. Pertanto, Derek si allontana immediatamente a Jamal e dice a Lucious di mantenere il figlio sotto controllo. Tuttavia, Lucious rivela che Derek non è mai stato così bravo a nascondere il suo segreto e che sapeva che fosse gay. Indipendentemente da ciò, esprime la sua avversione per lo stile di vita "innaturale" di Jamal e si spinge fino a dirgli che celebrerà il giorno in cui il ragazzo morirà di AIDS. Carol è stata invitata a uscire da Tariq Cousings, segretamente agente dell'FBI. Dati i sospetti di Lucious e Cookie, quest'ultima si reca dall'agente per intimarlo a non sospettare della famiglia Lyon. Cookie tenta di far allontanare Carol da Tariq ma tra le due avviene un pesante litigio, tanto che Cookie decide di scacciarla da casa sua e anche dall'Empire. Dopo aver scoperto che Jamal sta ancora facendo musica con Freda, Cookie rivela di aver testimoniaro contro suo padre per potere uscire prima di prigione. Jamal, che era consapevole del fatto che Frank e Lucious sono stati entrambi carcerati a Brooklyn, capisce che il padre ha a che fare con il suo omicidio. Arrabbiato con suo padre per le parole di odio così come con sua madre per esserne responsabile, Jamal annuncia a Freda di dover scappare dall'Empire. Jamal annuncia anche che sta abbandonando il suo album Black & White stato prodotto dai suoi genitori. Carol, che era venuta agli ASA in attesa di entrare, è scortata fuori dalle guardie di Lucious. La donna, ubriaca, si sfoga dicendo a Freda che ha ottenuto un posto all'Empire solo perché Lucious si sentiva in colpa per quello che aveva fatto a suo padre. Rendendosi conto che Lucious possa realmente essere coinvolto con la sua morte, lei ruba una pistola da una guardia di sicurezza e si precipita al podio per uccidere Lucious. Jamal, che la vede avvicinarsi, cerca di fermarla, ma viene colpito nell'intestino, invece. Freda, inorridita e stordita, viene poi portato via dalla polizia. Thirsty consente ad Andre e Lea di uscire e li accompagna in ospedale, dove Jamal sta subendo un intervento chirurgico. Durante il fiasco, Lea esce dall'ospedale e viene sommersa dai vari giornalisti venendogli chiesto quale sia la natura della sua parentela con Lucious Lyon. Nel frattempo, Tariq ha l'obiettivo di incastrare Lucious estorcendo qualche informazione ad Anika, la quale è seduta in una stanza d'interrogatorio all'interno della sede dell'FBI.
- Guest star: Andre Royo (Thirsty Rawlings), Tasha Smith (Carol Holloway), Leslie Uggams (Leah Walker), Jamila Velazquez (Laura Calleros), Bre-Z (Freda Gatz), Morocco Omari (Tariq Cousins), Tobias Truvillion (D-Major), John Judd
- Ascolti USA: telespettatori 9 810 000[19]

## L'erede al trono
- Titolo originale: Past Is Prologue
- Diretto da: Sanaa Hamri
- Scritto da: Lee Daniels

### Trama
Tre settimane dopo la drammatica sparatoria avvenuta durante gli ASA, Jamal viene dimesso dall'ospedale e fa ritorno a casa; decide però di smettere di fare musica fino a quando la sua famiglia non finirà di apportare mali ad altri e a sé stessa. Dopo che Lucious va a visitare Freda in carcere e chiarisce con lei la situazione, questa di produrre del nuovo materiale destinato a Jamal, il quale comprende che il circolo è stato interrotto e può quindi ricominciare a lavorare sui suoi nuovi progetti discografici. Nel frattempo, la polizia rintraccia Anika al fine di convincerla a testimoniare contro Lucious. La donna ovviamente non accetta in segno del bene che prova per l'uomo e fa sapere il tutto allo stesso e Cookie i quali stringono un patto con Shyne Johnson per evitare che riporti alla luce il loro passato criminale; in cambio l'uomo chiede di essere invitato all'imminente matrimonio tra Hakeem e Laura, ma qui si presenta da ubriaco e scatena una scompiglio, tanto da far maturare in Laura la volontà di annullare le nozze. Per evitare che Anika sia costretta a testimoniare dinanzi al grand jury, Lucious la sposa nonostante la completa opposizione da parte di Cookie. Dopo la cerimonia, Rhonda affronta Anika circa ciò che è successo la sera dell'incidente che la coinvolse: dopo la confessione della donna, le due iniziano a lottare finché una di esse cade giù dal balcone con lo sfondo di un Andre, appena giunto sulla scena, che urla inorridito.
- Guest star: Andre Royo (Thirsty Rawlings), Leslie Uggams (Leah Walker), Jamila Velazquez (Laura Calleros), Bre-Z (Freda Gatz), Morocco Omari (Tariq Cousins), Tobias Truvillion (D-Major), Xzibit (Shyne Johnson)
- Ascolti USA: telespettatori 10 880 000[20]